# Нафтохімік (Калуш)
ЖФК «Нафтохімік» — жіночий футбольний клуб з міста Калуша Івано-Франківської області, створений у квітні 2004 року. Переможець та призер Чемпіонату України з футболу, володар Кубка України, учасник Ліги чемпіонів УЄФА. Припинив свою діяльність 2013 року.

## Хронологія назв
- 2004—2006 : «Спартак» (Івано–Франківськ)
- 2006—2013 : «Нафтохімік» (Калуш)

## Історія клубу
Ідея створення першої професійної жіночої команди з футболу на Прикарпатті визріла серед керівництва калуського ЗАТ "Лукор" восени 2003 року. У результаті підготовчої селекційної роботи з вихованок спортшкіл Києва, Львова, Костополя та місцевих ДЮСШ за кілька місяців було зібрано боєздатний футбольний колектив. У квітні 2004 року він оформився в окремий жіночий клуб, який увійшов до структури ФК "Спартак" (Івано-Франківськ), отримавши однойменну назву. Генеральним спонсором всієї клубної організації було ЗАТ "Лукор".
2004 року «Спартак» дебютував у чемпіонаті України серед жіночих команд у вищій лізі. Перший офіційний матч дівчата зіграли 21 травня 2004 року проти ФК «Соцтех» (Київ) на калуському стадіоні «Хімік», де в подальшому команда й проводила свої домашні матчі. Чемпіонат 2004-го команда завершила на 6-у місці. У Кубку України футболістки дійшли до півфіналу, де поступилися майбутньому володарю трофею «Металісту» (Харків). Команду у дебютному для неї сезоні очолювали старший тренер Леонід Чернов та начальник команди Валерій Сушко.
Паралельно «Спартак» (Івано–Франківськ) також дебютував у Чемпіонаті України серед жінок з футзалу сезону 2004—2005, де одразу здобув з блискучим результатом золоті медалі Першої ліги: 13 перемог, 1 нічия, 0 поразок, різниця м'ячів 98-27. Найкращою бомбардиркою першості стала Христина Ботюк (47 голів). У футзальному Кубку України команда знову дійшла до півфіналу, де поступилась майбутньому володарю призу команді «Легенда» (Чернігів).
2005 року «Спартак» (Івано–Франківськ) підсилив склад команди і вперше здобув бронзові медалі чемпіонату України з футболу. Команду тренували Ігор Юрченко і Валерій Сушко. У Кубку України команда дійшла до чвертьфіналу. У Чемпіонаті України з футзалу в вищій лізі 2005—2006 команда посіла 5-е місце. Крім того, дівчата стали переможницями міжнародного турніру у Калуші, присвяченого 50-річчю Перемоги (з рахунком 2:0 перемогли у фіналі угорський «Дебрецен»).
Навесні 2006 року команда востаннє з'явилася під своєю первісною назвою «Спартак». З 8 по 10 березня 2006 року у міжнародному турнірі з футболу в Мінську, де взяли участь колективи з Польщі, Білорусі, України та Литви, «Спартак» (Івано–Франківськ) зайняв 2-е місце. Українки тільки через гірший показник забитих м'ячів пропустили поперед себе господарок змагань «Зорку» (Мінськ). Невдовзі відбулася реорганізація всієї клубної структури ФК «Спартак» (Івано–Франківськ). Через відхід з клубу генерального спонсора ЗАТ "Лукор" полишила спартаківську організацію і жіноча команда. Надалі вона остаточно прописалася в Калуші. Позаяк новим власником жіночої команди став ТОВ «Карпатнафтохім», жіночий футбольний колектив змінив свою назву на «Нафтохімік».
У національному чемпіонаті сезону 2006, який проводився за новою формулою, «Нафтохімік» повторив досягнення попереднього сезону, здобувши бронзові нагороди. Христина Ботюк з 25 голами вдруге стала найкращою снайперкою першості. У Кубку України команда дійшла до півфіналу, де поступилась майбутньому володарю призу «Житлобуду-1» (Харків). 23 серпня 2006 року в Калуші «Нафтохімік» зіграв внічию (2:2) у товариському матчі проти національної збірної України.
У 2007 році «Нафтохімік» (Калуш) вперше завоював золоті медалі чемпіонату України у Вищій лізі, зазнавши у турнірі лише єдиної поразки і здобувши право представляти Україну в європейській жіночій Лізі чемпіонів (тодішня офіційна назва — Кубок УЄФА серед жінок). Калушанки обірвали семирічну гегемонію на чемпіонство жіночих клубів Харкова та Чернігова. Колектив до тріумфального сезону готував Ігор Юрченко. У Кубку України команда дійшла до півфіналу, де вкотре поступилась майбутньому володарю призу команді «Житлобуд-1» (Харків).
На початку вересня 2008 року «Нафтохімік» блискуче дебютував у Кубку УЄФА серед жінок. У Вроцлаві (Польща) команда стала переможцем групи А8, де за єдину путівку до наступного етапу Кубка УЄФА також змагалися «Вроцлав» (Польща), ПАОК (Салоніки, Греція) і «Левадія» (Таллінн, Естонія). З 9 по 14 жовтня в містах Калуші та Івано-Франківську відбулися матчі другого кваліфікаційного раунду Кубка УЄФА серед жінок, у якому українки виступили невдало, посівши останнє 4-е місце у групі. У підсумковій класифікації турніру «Нафтохімік» опинився на 14-ій сходинці.
За підсумками чемпіонату України 2008-го команда втретє в своїй історії виборола бронзові нагороди. По завершенні сезону через фінансову неспроможність об’єднаного профкому «ЛУКОР—Карпатнафтохім» утримувати клуб він призупинив своє існування.
У наступні два роки калуський клуб зосередився виключно на підготовці власного резерву. 2011-го «Нафтохімік» відновив свої виступи в національній першості України. Оновлений колектив, основу якого тепер складали вихованки місцевих спортивних шкіл, одразу ж посів 3-є місце у вищолігових змаганнях.
2012-го команда вперше в своїй історії завоювала срібні нагороди чемпіонату та нарешті тріумфувала в розіграші Кубка України (у фінальному матчі калушанки впевнено перемогли донецьку «Дончанку» — 7:0).
Сезон 2013-го року був останнім в короткій, але дуже насиченій подіями спортивній біографії ЖФК «Нафтохімік». Через чергову фінансову кризу, яка вразила спонсорів — калуські підприємства «Лукор» і «Карпатнафтохім», при повній байдужості до долі колективу інших потужних регіональних бізнес-структур, органів влади обласного та міського рівня ЖФК «Нафтохімік» припинив своє існування. 6 вересня 2013 року калуський клуб достроково завершив свої виступи в чемпіонаті України 2013 року маловтішною переможною крапкою в матчі першості проти «Іллічівки» з Маріуполя (2:0).

## Досягнення
Чемпіонат України
- Чемпіон: 2007
- Віце-чемпіон : 2012
- Бронзовий призер (4) : 2005, 2006, 2008, 2011

 Кубок України
- 2012

## Відомі гравчині
- Аполлоніна Тетяна
- Ботюк Христина
- Боченко Катерина
- Ващенко Юлія
- Знайденова Оксана
- Ладрон де Гевара Анхулі
- Люїк Айві
- Ходирєва Олена
- Шрамок Тетяна

## Тренери
- Юрченко Ігор
- Пристай Микола